# Johann Jakob Römer
Johann Jakob Römer ou Joanne Jacobo Roemer  (1763 — 1819) foi um naturalista suíço.
Juntamente com Paul Usteri editou o periódico Magazin für die Botanik. Em 1797 foi diretor do Jardim Botânico de Zurique.